# Cyclocheilichthys furcatus
Cyclocheilichthys furcatus es una especie de peces de la familia de los Cyprinidae en el orden de los Cypriniformes.

## Morfología
Los machos pueden llegar alcanzar los 60 cm de longitud total.

## Hábitat
Es un pez de agua dulce.

## Distribución geográfica
Es un endemismo del río Mekong que se encuentra desde la frontera entre Tailandia y Laos hasta Tonlé Sap (Camboya ).